# Grundlagenforschung
Die Grundlagenforschung (englisch basic research, fundamental research oder pure research) im engeren Sinne ist die wissenschaftliche Aufstellung, Nachprüfung und Auswertung einer Hypothese anhand wissenschaftlicher Maßstäbe. 
Bei der Förderung von Forschungsanträgen wird zwischen themenoffener und themenspezifischer Grundlagenforschung unterschieden. Zu den Disziplinen, in denen Grundlagenforschung betrieben wird, zählen die Naturwissenschaften, Medizin und Mathematik. Vor möglichen Anwendungsgebieten steht die Erkenntnis im Vordergrund. Beispielsweise gehen die heutigen breiten Anwendungen von Elektrizität, Radioaktivität, Lasertechnologie oder Computern auf erkenntnisorientierte Entdeckungen der Grundlagenforschung zurück.
Auch die Geistes-, Kultur- und Sozialwissenschaften, wie die Psychologie, Anthropologie, die Pädagogik oder die Sprachwissenschaften, liefern grundlegendes Wissen über kulturelle, wirtschaftliche und soziale Entwicklungen sowie über soziale Strukturen. Sie schaffen damit eine Basis für Entscheidungen über aktuelle anthropologische oder gesellschaftliche Probleme und Herausforderungen.
Je nach Standort unterscheiden sich die Anteile, mit denen sich der Staat, Wirtschaftsunternehmen und private Geldgeber an der Grundlagenforschung beteiligen.

## Anliegen
Die Grundlagenforschung schafft ein Elementarwissen für weitergehende Forschung und unterscheidet sich insofern von der angewandten Forschung und der Industrieforschung, die teilweise ähnliche Forschungsfelder bearbeiten, diese jedoch unter einem anderen Fokus und anderen, etwa wirtschaftsorientierten Zielsetzungen, betrachten. Der Begriff der Grundlagenforschung wurde populär durch den Report Science – The Endless Frontier des US-amerikanischen Ingenieurs Vannevar Bush. Dieser Bericht markierte zugleich den Beginn der modernen Wissenschaftspolitik. Der Begriff Basic Research wurde zuerst von dem US-Landwirtschaftsminister Henry C. Wallace gebraucht.
Da viele Zweige der klinischen Grundlagenforschung auf Tierversuche angewiesen sind, weist die Forschungsgemeinde darauf hin, dass bereits seit 1901 eine Reihe von Nobelpreisen im Fachbereich Medizin nicht möglich gewesen wären. Zu den von der Deutschen Forschungsgemeinschaft genannten Beispielen zählen unter anderem (mit Jahr des Nobelpreises): Emil von Behring (1901), Ronald Ross (1902), Robert Koch (1905), Christiaan Eijkman (1929), Hans Spemann (1935), Gerhard Domagk (1939), Alexander Fleming (1945), Hans Krebs (1953), André Cournand (1956), Peyton Rous (1966), Godfrey Hounsfield (1979), Bengt Samuelsson (1982), Joseph Murray (1990), Christiane Nüsslein-Volhard (1995), Harald zur Hausen (2008) und William C. Campbell (2015).
In der problemorientierten Grundlagenforschung werden die Fragestellungen – im Gegensatz zur Auftragsforschung – aus Problemen entwickelt, die wissenschaftlicher oder praktischer Art sein können.

## Finanzierung
Die Finanzierung der einzelnen Forschungsvorhaben können staatlich (z. B. Fraunhofer-Gesellschaft), von einem Unternehmen oder privat gefördert sein, wobei die Vergabe von Fördermitteln auch durch Stiftungen oder Vereine erfolgen kann.
Zu den Geldgebern internationaler Fördermittel im Bereich der Grundlagenforschung zählen:
- Horizont Europa (europaweit)
- Human Frontier Science Program
- National Institutes of Health
- National Science Foundation
- Deutsche Forschungsgemeinschaft[6]

Die Mehrzahl der Angebote wendet sich an Teams von Forschenden. Zu den Organisationen, die auch Individualförderung für Einzelpersonen gewähren zählt die Smithsonian Institution.